# Myosorex meesteri
Myosorex meesteri — вид ссавців родини мідицевих (Soricidae). Ареал проживання цього виду різний в межах ареалу. У горах Іньянга в Зімбабве він зазвичай зустрічається на вологих луках, іноді межує з дамбами та сосновими плантаціями, але не зустрічається в лісі. У межах свого ареалу на горі Горонгоза M. meesteri був найпоширенішим дрібним ссавцем, його можна було знайти у вологому гірському лісі (1120–1580 м над рівнем моря) і на альпійських луках (1680–1700 м над рівнем моря). Докази свідчать про те, що його не можна знайти в більш сухих скруберних зонах.